# Белчертаун (Массачусетс)
Белчертаун (англ. Belchertown) — місто (англ. town) в США, в окрузі Гемпшир штату Массачусетс. Населення — 15 350 осіб (2020).

## Демографія
Згідно з переписом 2010 року, у місті мешкало 14 649 осіб у 5595 домогосподарствах у складі 4002 родин. Було 5839 помешкань
Расовий склад населення:
| - 93,8 % — білих - 2,1 % — азіатів - 1,4 % — чорних або афроамериканців - 0,1 % — вихідців з тихоокеанських островів - 0,1 % — корінних американців |

До двох чи більше рас належало 1,8 %. Частка іспаномовних становила 2,6 % від усіх жителів.
За віковим діапазоном населення розподілялося таким чином: 25,2 % — особи молодші 18 років, 64,6 % — особи у віці 18—64 років, 10,2 % — особи у віці 65 років та старші. Медіана віку мешканця становила 41,1 року. На 100 осіб жіночої статі у місті припадало 94,9 чоловіків;  на 100 жінок у віці від 18 років та старших — 91,3 чоловіків також старших 18 років.
Середній дохід на одне домашнє господарство  становив 104 812 долари США (медіана — 86 165), а середній дохід на одну сім'ю — 112 889 доларів (медіана — 99 450). Медіана доходів становила 61 581 долар для чоловіків та 56 114 долари для жінок. За межею бідності перебувало 5,8 % осіб, у тому числі 4,8 % дітей у віці до 18 років та 8,2 % осіб у віці 65 років та старших.
Цивільне працевлаштоване населення становило 8554 особи. Основні галузі зайнятості: освіта, охорона здоров'я та соціальна допомога — 33,3 %, роздрібна торгівля — 10,3 %, мистецтво, розваги та відпочинок — 10,1 %.